# Super Star Wars
Super Star Wars è un videogioco ambientato nell'universo espanso di Guerre stellari. È stato sviluppato da Sculptured Software e LucasArts  per la console Super Nintendo Entertainment System, mentre pubblicazione e distribuzione sono state di Nintendo e JVC. È l'adattamento della trama del film Guerre stellari.
Questo videogioco è stato poi seguito da Super Star Wars: The Empire Strikes Back e da Super Star Wars: Return of the Jedi.

## Modalità di gioco
Super Star Wars è un remake di Star Wars, un gioco meno conosciuto nel 1991 per il Nintendo Entertainment System, Sega Master System, Game Boy e Game Gear.
Il boss finale del gioco è Dart Fener nella sua navicella TIE Advanced.
Il gioco segue generalmente la trama del film, anche se con alcune modifiche per adattare la storia a un gioco d'azione platform. Ad esempio, invece del semplice acquisto di C-3PO e R2-D2 dai Jawa, Luke Skywalker deve combattere verso il suo tragitto sulla cima di un sandcrawler, mentre salta da una serie di nastri trasportatori in movimento. In seguito, i successivi livelli, consentono al giocatore di controllare il contrabbandiere e pilota Ian Solo o il Wookiee Chewbecca. Sono inoltre presenti livelli di guida nei quali il giocatore deve pilotare il landspeeder di Luke e un caccia X-Wing. Oltre al blaster, Luke utilizza anche una spada laser dopo aver incontrato Obi Wan Kenobi.

## Accoglienza
Super Star Wars è stato premiato come miglior "Action/Adventure Game" del 1992 da Electronic Gaming Monthly, così come "Best Movie-to-Game".